# Beko Sadey
Beko Sadey, née Félicité Marie-Claire Divaye Sadey le 28 août au Congo [Lequel ?][réf. nécessaire], est une chanteuse, auteur compositeur et handballeuse internationale camerounaise de Makossa. Elle s’est fait connaître dans les années 1990 avec son album Les réfugiés.

## Biographie
Beko Sadey est une artiste ayant marqué l'histoire de la musique camerounaise,. Surnommée "la matter qui rappe", elle est disque d'or en 1983, 1988 et en 1990.
Elle est aussi internationale de handball pour le compte du Cameroun,.

## Discographie

### Singles
- 2014 : La mater rap

### Collaborations
- 2018 :  Mon Choix C’est Jésus feat Odile Ngaska
- 2018 :  Le Bisou feat Jedah Beko

## Prix et récompenses
Le 12 août 2020, elle reçoit par décret du président de la république le grade d'officier.

## Liens
- Ressource relative à l'audiovisuel :   - Africultures
- Notices d'autorité :   - VIAF
  - BnF (données)